# Anjir
Anjir é uma vila do Afeganistão, localizada na província de Badaquexão. Na virada do século XX, havia cerca de 40 famílias lá. Existem estradas que levam a Iangue Cala pelo passo de Anjiraque, além de outra estrada para Duangue e Rague.